# Акита ину
Акита ину (на японски: 秋田犬) или само Акита е японска порода кучета. „Акита“ е породата, а „ину“ означава „куче“ на японски.
Името на породата идва от префектура Акита, от където произхождат тези кучета. В Япония тази порода е едно от националните японски съкровища. Акитата е символ на предаността, незабравата и приятелството. Според японците подарена статуетка или кукла на акита носи много здраве и щастие.

## История
Акита ину се появява в едноименната японска префектура в северната част на остров Хоншу. Счита се за една от най-древните породи на света, за което свидетелстват археологически находки на древни шпицообразни кучета, датирани от II хил. пр.н.е. Запазени са и древни рисунки, изобразяващи кучета, подобни на съвременната Акита.
За най-верояни предци на породата се считат кучетата Матаги ину, срещащи се в района на планината Одате през VIII век и използвани за лов на мечки и глигани. Акита в съвременния си вариант се появява едва през периода Едо (XVII век), когато са забранени ловните забави и се появява необходимостта от кучета-пазачи.
През XVIII век Акита навлиза в средите на японската аристокрация. Това се случва заради закона на върховния главнокомандващ генерал Цунайоши, който повелява строго наказание за убийство или даже удряне на Акита. Кучетата стават символ на щастие и процъфтяване за семейството, което съответства с релоигиозните обичаи на времето.
По време на Реставрацията Мейджи (1868 – 1912) на мода идват кучешките боеве и Акита се кръстосва с Шикоку, бойна порода кучета, което води до появата на кучетата Тоса. Същевременно към кръстоските се добавят и европейски кучета – Санбернар, Английски мастиф, Немски дог, които все по-интензивно се внасят в Япония. Новата Акита се различава от предшествениците по силното телосложение и наклонените уши.
След това положението на кучетата в Япония се влошава. В началото се въвежда данък върху притежаването на кучета, което значително намалява раждаемостта, а след това се разразява епидемия от бяс, която се превръща в истинска катастрофа, като се има предвид, че Япония е островна държава. Породата става застрашена от изчезване и японското правителство предприема бързи мерки, които помагат Акита да съществува и до днес. През 1931 г. със специален закон породата попада под държавна закрила, а следващата година е създадено общество за защита на японските кучета. Акита става и един от символите на японското самосъзнание и национална гордост. Кучето Хачико, което десет години след смъртта на стопанина си го чака на спирката, където някога е пристигал, става известен символ на вярност.
В годините на Втората световна война породата отново преживява криза, като през 1946 г. са оцелели едва няколко представители на породата. В следвоенните години, по време на Окупацията на Япония американските войски харесват породата и я внасят в САЩ, което води до появата на Американски акита, която става много популярна в Америка заради естествената си предразположеност към изложения.
През втората половина на 50-те години на XX век протича развитието на Акита в САЩ. По-късно породата е внесена в Германия и Италия и с нея се запознава целият киноложки свят. Въпреки че в целия свят има развъдници за Акита, на най-голяма популярност тя се радва в Америка. Там тя е сред 20-те най-популярни породи и всяка година се регистрират над 10 000 нови кученца. В други страни, например Русия, има само няколко представители. Преди години Акитата ину се е използвала за лов на панди, защото е много умно и достатъчно силно куче, за да може да убие една по-едра панда.

## Описание

### Външен вид
Акита ину е сравнително голямо куче. Височината в холката за мъжките е в диапазона 64 – 70 см, а за женските – 58 – 64 см. Масата варира между 38 и 50 кг. Тези кучета имат набито телосложение, с леко удължено тяло.
Козината на Акита се състои от недълъг горен и по-твърд слой и плътен и гъст подкосъм. Окраската може да бъде във всякакви цветове, дори и тигрова, но най-често срещани са сиво, рижаво-черно или бледожълто оцветяване с черна маска. Може да има бели петна по гърдите, краката, корема и края на опашката, но не и по главата.
Главата на Акита е тежка, черепът – обемен с широко чело, в чиято среда минава добре изразена бразда. Преходът от челото към муцуната и стопа е добре изразен, бузите са прави, а муцуната – права, недълга и леко заострена. Устните са леко влажни, но плътно прилягащи. Ушите са неголеми, триъгълни, изправени и с широка основа. Очите са тъмни. Опашката е завита на пръстен, понякога спирално, допряна до гърба и бедрата.

### Характер
Акита ину е гордо, предано и силно куче, което го прави отличен пазач. Също така е спокойно и тихо куче (рядко лае). Породата е самоуверена и има силна воля, което понякога създава трудности в дресировката. Акита са враждебни към кучета от същия пол, както и към други по-малки животни. Разбира се добре с деца, но става недоверчиво в присъствие на непознати.
Акита по принцип е интелигентно и мирно куче. Тези кучета не са гальовни, но са много лоялни към стопаните си. Може да проявява силна агресия, а ако се отегчи, но може да се укроти и възпита на принципа на наградата и наказанието.

## Здраве
Средната продължителност на живота на Акита е 10 – 13 години. Породата страда от няколко здравословни проблема – проблеми с щитовидната жлеза или кожата, рак и автоимунни проблеми. Възрастните екземпляри трябва да имат OFA и CERF сертификати и да са изследвани за проблеми с щитовидната жлеза.

## Грижи
За външния вид на Акита са нужни грижи веднъж седмично. Те са с различна интензивност в зависимост от сезонното линеене. Добре е да се отглеждат на открито, а не в апартамент, освен ако не им се осигуряват много разходки.